# Zrenjanin
Zrenjanin (Servisch: Зрењанин; Hongaars: Nagybecskerek; Duits: Großbetschkerek; Roemeens: Becicherecu Mare) is een stad en gemeente in het noorden van Servië, gelegen aan de Begej. Het is de grootste stad in het Servische gedeelte van het Banaat en de derde stad van het landsdeel Vojvodina. De eigenlijke stad telde in 2002 79.545 inwoners en de gelijknamige gemeente 131.509 inwoners, waarvan er 14,5% resp. 10,8% behoren tot de Hongaarse minderheid in Servië. De gemeente bestaat naast de stad uit de volgende dorpen: Aradac, Banatski Despotovac
Belo Blato, Botoš, Čenta, Ečka, Elemir, Farkaždin, Jankov Most, Klek, Knićanin, Lazarevo, Lukićevo, Lukino Selo, Melenci, Mihajlovo, Orlovat, Perlez, Stajićevo, Taraš en Tomaševac.
Zrenjanin is het bestuurscentrum van het district (okrug) Srednji Banat. Tegenwoordig is de stad de zetel van het Rooms-Katholieke Bisdom Zrenjanin.
Zrenjanin heette tot 1935 Veliki Bečkerek, waarbij Veliki (= groot) evenals de corresponderende elementen Nagy, Groß en Mare in de andere plaatselijke talen, duidt op het bestaan van een ander Bečkerek: dit kleinere Bečkerek ligt elders in het Banaat en behoort thans als Becicherecu Mic tot Roemenië. In 1935 werd Veliki Bečkerek Petrovgrad, naar koning Peter I en in 1946 volgde een tweede naamsverandering, toen de stad de naam van partizanenleider Žarko Zrenjanin kreeg.

## Geschiedenis
Bečkerek, dat aanvankelijk in het koninkrijk Hongarije lag, werd in 1331 voor het eerst genoemd en kwam in de 15de eeuw in handen van achtereenvolgende Servische despoten, als leenmannen van de Hongaarse kroon. In 1551 veroverden de Ottomaanse Turken onder Mehmet Sokullu Bečkerek op de Hongaren, waarna het tot 1718 in Turkse handen zou blijven. In dat jaar ontstond het Banaat van Temesvar, dat onder gouverneur Claudius Florimund Mercy te maken kreeg met grootschalige immigratie van vooral Duitsers. Mercy nam ook de ontginning van het moerassige achterland van Bečkerek ter hand en zorgde voor de regulering van de Begej. In 1769 kreeg Bečkerek marktrechten.
In 1860 werd het de hoofdstad van het Hongaarse comitaat Torontál. De stad beschikte inmiddels over een theater (1839) en een gymnasium (1846). In 1883 werd de stad op het internationale spoorwegnet aangesloten. Na de Eerste Wereldoorlog kwam Bečkerek aan het Koninkrijk der Serviërs, Kroaten en Slovenen en deelde ze de lotgevallen van de Vojvodina, vanaf 1935 onder de naam Petrograd en sinds 1946 als Zrenjanin. De stad kwam op 26 mei 2011 in het nieuws omdat de beruchte ex-generaal Ratko Mladic hier gearresteerd werd.

## Bevolkingssamenstelling
De gemeente Zrenjanin had in 2011 in totaal 123.362 inwoners. Etnisch was de samenstelling als volgt; 
- Serviers = 91.579 (74,24%)
- Hongaren = 12.350 (10,01%)
- Roma = 3.410 (2,76%)
- Roemenen = 2.161 (1,75%)
- Slowaken = 2.062 (1,67%)
- Joegoslaven = 592 (0,48%)
- overigen.

## Geboren
- Ernő Dániel (1821-1923), Hongaars minister
- Zoran Tošić (1987), voetballer
- Ivan Lenđer (1990), zwemmer
- Ivana Španović (1990), atlete

## Externe links

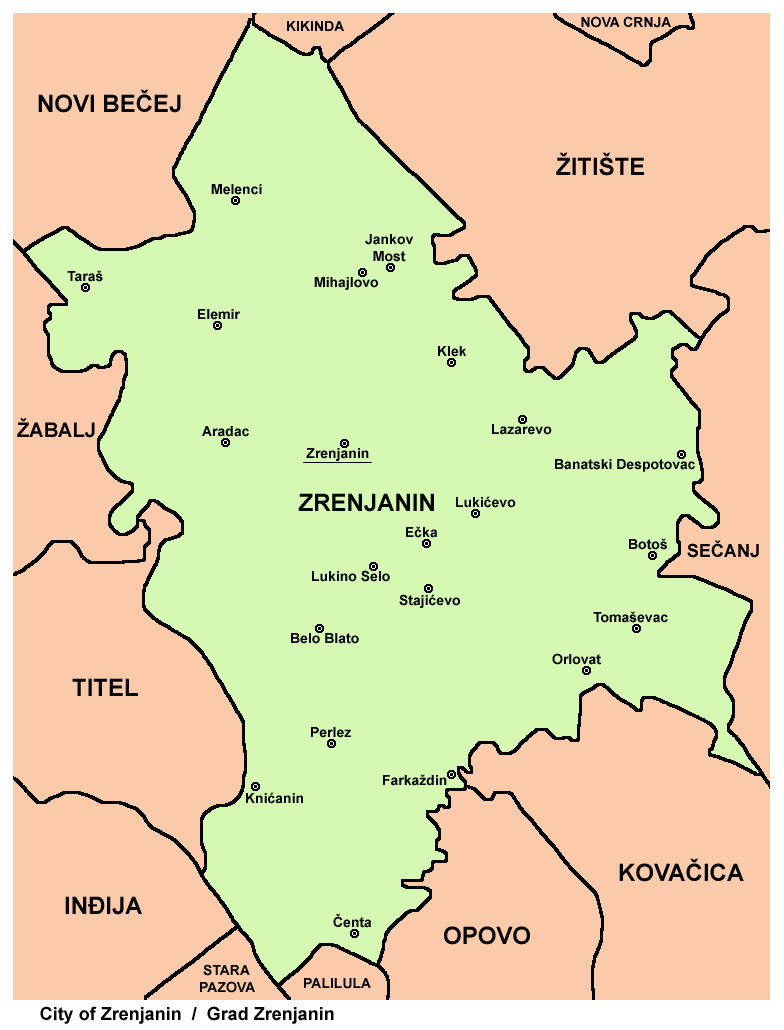
Kaart van de gemeente Zrenjanin